# Гвідо Гуерр'єрі
Гвідо Гуерр'єрі (італ. Guido Guerrieri, нар. 25 лютого 1996, Рим) — італійський футболіст, воротар «Салернітани».

## Клубна кар'єра
Вихованець «Лаціо». Зробив свій професійний дебют 28 серпня 2016 року у Серії B у складі «Трапані», за який виступав на правах оренди, в грі проти «Новари» Всього за цей клуб зіграв у 17 матчах чемпіонату.
Після цього повернувся до «Лаціо», де протягом насутпних трьох років лише одного разу вийшов поле в іграх Серії A.
1 вересня 2020 року на умовах дворічного контракту приєднався до друголігової «Салернітани».

## Досягнення
«Лаціо»
- Володар Суперкубка Італії: 2017, 2019
- Володар Кубка Італії: 2018-19